# Staré řecké báje a pověsti
Staré řecké báje a pověsti je pravděpodobně nejznámější kniha Eduarda Petišky. Obsahuje příběhy z řecké mytologie převyprávěné pro děti a mládež. Jednotlivé příběhy pojednávají o řeckých bozích, hrdinech, mytických postavách a nestvůrách. Poprvé byla vydána v roce 1961 s ilustracemi Václava Fialy ve Státním nakladatelství dětské knihy, roku 1964 byla kniha rozšířena. Do roku 2012 byla kniha jen v Česku vydána celkem patnáctkrát. Kniha má 191 stran.
Eduard Petiška v začátcích komunistické totality nevěřil, že se mu ještě v životě podaří vydat knihu pro dospělé. Proto ji pojal, jak později sděloval, jako „román o životě v Čechách“, o českých zoufalstvích a nadějích, tedy jako klíčový román, kde jednotliví bozi představovali jednotlivé politiky a postoje.
V tomto archetypickém pojetí antické látky zřejmě spočívá její mezinárodní úspěch, není to jen převyprávění antických mýtů, je to jednolitá zpráva o lidském životě a charakteru, tato zpráva je srozumitelná ve všech jazycích, do kterých kniha byla přeložena a vydávána (v němčině, angličtině, italštině, nizozemštině, finštině, ruštině, maďarštině, estonštině atd.). Ve Francii dosáhla pětadvaceti vydání do roku 2011 a stala se školní četbou.
Autorovo dílo se již před sepsání knihy dělí do dvou základních větví: do literatury pro dospělé a do literatury pro děti a mládež, z nich se každý směr opět dělí na další odvětví, pokrývá se tak celý úsek čtenářského věku, čtenářských zájmů. Staré řecké báje a pověsti se staly úhelným kamenem Petiškovy tvorby; z titulu, o který jiní autoři neprojevili zájem, protože se jim zdál příliš pracný a bezvýznamný, se stal základní bod, z něhož autor vyšel na svou literární dráhu, na které se stal oblíbeným vypravěčem jak pro děti, tak pro dospělé, vyprávěl o tísni i radosti, věrnosti i zradách, o marnosti i možném naplnění času, jaký je člověku na jeho životní pouti (…zdánlivě krátké, ve skutečnosti plné možností…) přisouzen.